# Ancistrocerus dusmetiolus
Ancistrocerus dusmetiolus är en stekelart som först beskrevs av Embrik Strand 1914.  Ancistrocerus dusmetiolus ingår i släktet murargetingar, och familjen Eumenidae. Inga underarter finns listade i Catalogue of Life.